# اودا هنپولا
اودا هنپولا (به لاتین: Uda Henepola) یک منطقهٔ مسکونی در سری‌لانکا است که در استان مرکزی (سری‌لانکا) واقع شده‌است.